# Antiga Confeitaria de Belém
La Antiga Confeitaria de Belém è una pasticceria storica, nota in tutto il Portogallo per la ricetta dei "pastéis de nata", altrimenti chiamati "pastéis de Belém" se prodotti da questa pasticceria.

## Storia
La sua esistenza risale al 1837, a Belém, allora un centro alla periferia di Lisbona, dove sono ubicati alcuni monumenti quali il Monastero dos Jerónimos e la Torre di Belém. Nel monastero i monaci producevano dei dolci chiamati “Pastéis de Belém”.
Nel 1834, con la chiusura dei monasteri in tutto il Portogallo, anche i monaci smisero di produrre i loro dolci ormai diventati famosi. Fu allora che a poche decine di metri dal monastero, forse da qualcuno che era a conoscenza dell'antica ricetta per aver lavorato coi monaci, venne aperta una pasticceria che continuò la tradizione di quelle che oggi sono note come "Pastel de nata", allora chiamate “Pastéis de Belém” dal luogo in cui venivano e vengono ancora prodotte.
Belém era allora fuori dalla città di Lisbona e l'unico motivo che attirava i visitatori erano gli storici monumenti che insistevano sul suo territorio sulle rive del fiume Tago, la torre di Belém e il monastero dei Jeronimos.
Pian piano i visitatori di questi importanti siti architettonici scoprirono la pasticceria e i dolci prodotti acquisirono notorietà tanto da essere oggi prodotti, non solo in tutto il Portogallo, ma anche nei paesi di lingua portoghese come il Brasile, l'Angola, il Mozambico, Capo Verde, São Tomé e Príncipe, la Guinea-Bissau, Timor Est, Goa e Macao, nonché nei paesi con una presenza significativa di portoghesi come il Canada, l'Australia, il Lussemburgo, gli Stati Uniti e la Francia.